# Slaget vid Sedan (1870)
Slaget vid Sedan var ett fältslag som stod den 1 september 1870 mellan Frankrike och Preussen samt dess allierade Bayern under det fransk-tyska kriget. Frankrikes kejsare Napoleon III tillfångatogs, och den franska regeringen utropade då omedelbart republik (tredje franska republiken). Den franska armén krossades här, men kriget fortsatte när man satte upp en ny armé (efter ungefär en månad).

## Förlopp
På grund av tidigare motgångar i kriget hade den franske befälhavaren Patrice de Mac-Mahon tvingats till ett tillbakatåg. Tidigt på morgonen den 31 augusti kom hans trupper, som var medtagna av nattmarschen, fram till den lilla fästningen Sedan. För att uppehålla de förföljande tyskarna hade Mac-Mahon givit befallning om att förstöra Maas-bryggorna. De viktiga bryggorna vid Donchery och Bazeilles väster och söder om fästningen var dock redan besatta av tyskarna.
Mac-Mahon förfogade ännu över 124 000 man när den tredje och fjärde tyska armén anryckte den 31 augusti. Tidigt påföljande morgon började slaget. Bayrarna hade order att ta byn Bazeilles öster om Sedan, men Lebruns kår, understödd av marininfanteri, försvarade den hårdnackat. I själva byn tvingades angriparna försvara sig inte bara mot de fientliga trupperna utan även mot byinvånarna, som sköt ur fönster och källargluggar. Sachsarna stormade la Moncelle, gardeskåren Givonne, femte och elfte kåren framträngde i väster.
Mot kvällen var samtliga av fransmännens ställningar tagna och de själva tillbakaträngda till den trånga fästningsstaden. När staden började beskjutas med ett stort batteri och det inom kort började brinna vid alla gator, lät Napoleon III, som uppehöll sig vid hären, hissa den vita flaggan. Följande morgon möttes de franska generalerna Wimpffen och Faure samt Bismarck och Moltke i slottet Donchery vid Maas. Omedelbart därpå följde stadens och fästningens kapitulation.

## Följder

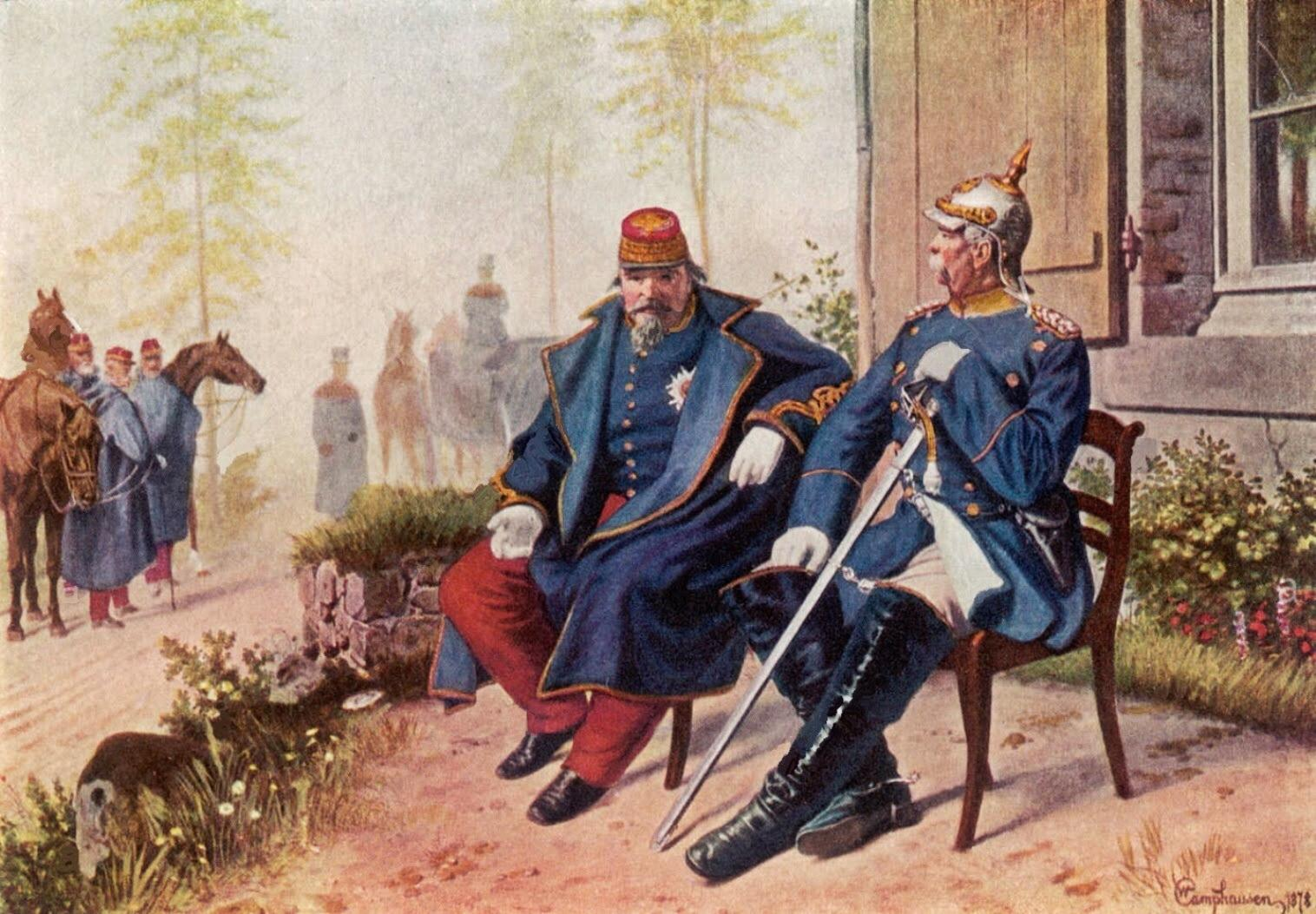
Bismarck och Napoleon III efter slaget vid Sedan.

Slaget vid Sedan slutade med en katastrof för Frankrike. Den franska hären avväpnades och kejsar Napoleon III själv bortfördes som krigsfånge till slottet Wilhelmshöhe i Kassel.
Av de cirka 124 000 man som Mac-Mahon fört till Sedan var 3 000 stupade, 14 000 sårade, 21 000 tillfångatagna. Genom den kapitulation som Moltke och Wimpffen undertecknade den 2 september blev ytterligare 83 000 man krigsfångar. Många hundra fält- och fästningskanoner, en mycket stor mängd  gevär och andra vapen och utrustningspersedlar tillföll segraren som byte. Av hela den franska krigsmakt som i juli förts till Rhen och Mosel stod inte en enda kår längre i fält. Många tusen hade gått under, hundratusentals fyllde som fångar de tyska fästningarna från Ulm och Ingolstadt till Kolberg och Danzig.
Det fransk-tyska kriget fortsatte trots katastrofen vid Sedan, men utan Napoleon III. Vid underrättelsen om händelserna utbröt revolution i Paris. Den 4 september avsattes Napoleon och den tredje franska republiken utropades.